# Fundación Mexicana para la Lucha Contra el Sida
La Fundación Mexicana para la Lucha Contra el Sida A.C. son el primer organismo de la sociedad civil establecido para combatir los efectos causados por esta enfermedad en México. Fue creada por personalidades de este país como Guadalupe Loaeza. Desde sus inicios ha ofrecido a personas que viven con VIH/SIDA servicios médicos, psicológicos, orientación en derechos humanos, y acompañamiento a familiares y pacientes terminales. También se ha destacado por la promoción de campañas de prevención de la transmisión del virus del VIH
Asimismo, la fundación fue pionera en el uso de terapias complementarias, y se caracteriza por la formación de cuadros especializados en la atención de VIH/SIDA y por ofrecer pruebas de detección de VIH con el servicio de consejería. Además, la fundación realiza proyectos de investigación científica, médica, farmacológica, social y emocional, así como talleres y programas de educación y prevención. La fundación ha sido modelo de desarrollo para otras instituciones públicas y privadas, tanto nacionales como internacionales.
Debido a la donación del entonces Departamento del Distrito Federal, actual Gobierno de la Ciudad de México, en el año de 1990, la fundación recibió en donación una casa en la calle 19 N° 75 de la colonia San Pedro de los Pinos de la Ciudad de México, la cual ha sido su sede, en donde se ofrecen servicios como la prueba de detección de anticuerpos contra el VIH, además de otras infecciones de Transmisión Sexual, atención emocional, terapia psicológica, terapias alternativas, servicio dental, asesoría en derechos humanos, entre otros; cuenta con dos líneas telefónicas (52+55+55 15 79 13 y 52+55 52 73 87 41).
En el área de prevención, debe hacerse referencia a la implementación de diversas actividades que fortalecerán la prevención y la atención del VIH-SIDA en el contexto de los derechos humanos y el combate al estigma y la discriminación; así como la promoción y defensa de una participación efectiva de las PVVS en políticas y programas de VIH-SIDA.
En el año de 1998 presentó un proyecto consistente en un disco compacto musical denominado "Un mundo una esperanza" que reúne 14 temas musicales inéditos. El disco Un Mundo una Esperanza, un proyecto musical que reúne la impresión que tenía en esa época sobre el VIH y e sida de 14 artistas de diversos géneros como lo son: Alejandra Guzmán, Tania Libertad, Eugenia León, María De Sol, Betsy Pecanins, Stephanie Salas, Real De 14, Santa Sabina y La Bola, Jorge Fratta, Los Yerberos, Kazz, Juan Lino, la Creatura y Látigo, editado por DENDÉ RECORDS; debido al contenido de algunos temas, en donde se promovía en uso del condón y se mencionaban palabras consideradas altisonantes, fue abiertamente censurado por el grupo radiofónico mexicano RASA, censura a la cual se le unió la cadena de tienda Sanborns, impidiendo la difusión del material.
En el área de la investigación y la academia, la fundación ha hospedado en sus instalaciones, diversos protocoles y proyectos de investigación en áreas de comportamiento humano, sociología, médica o de desarrollo de tratamientos para combatir la infección por VIH y otras infecciones de transmisión sexual (ITS).
De esta asociación civil han surgido varios activistas en respuesta al sida como Mauricio Ramos, Beatriz Ramírez, Javier Martínez, y sobre todo defensores en derechos humanos como Enrique Adar, Arturo Vázquez, Ernesto Badillo, Hugo Estrada, Georgina Gutiérrez y otros activistas como Fernando Montaño (Tico), Pedro Jímenez, Arturo Villegas, Carlos Reyes, Leonardo Caballero.
Además de activistas o defensores en derechos humanos, también ha sido impulsora de otras asociaciones en respuesta al sida, con diferentes enfoques como FRENPAVIH Y DIVERSUM MEXICO,